# 静岡県立中央特別支援学校
静岡県立中央特別支援学校（しずおかけんりつ ちゅうおうとくべつしえんがっこう）は、静岡県静岡市葵区漆山にある県立特別支援学校。肢体不自由の児童・生徒を教育する。静岡県立静岡北特別支援学校、静岡県立こども病院、静岡てんかん・神経医療センターと隣接している。

## 設置学部
- 小学部
- 中学部
- 高等部
- 訪問教育部

## 歴史
- 1958年（昭和33年）4月1日 ‐ 静岡市小鹿1に静岡県立養護学校を設立
- 1960年（昭和35年）6月30日 ‐ 天竜分校を設置
- 1964年（昭和39年）4月1日 ‐ 静岡県立静岡養護学校に校名を変更し、浜松市根洗町3232に西部分校を設立。同時に天竜分校が静岡県立天竜養護学校として独立
- 1966年（昭和41年）4月1日 ‐ 田方郡韮山町寺家863に東部分校を設立
- 1974年（昭和49年）4月1日 ‐ 静岡県立中央養護学校に校名を変更
- 1975年（昭和50年）4月1日 ‐ 現在地へ本部を移転。漆山と小鹿の2校舎体制となる。同時に東部分校が静岡県立東部養護学校として、西部分校が静岡県立西部養護学校として独立
- 1980年（昭和55年）10月15日 ‐ 小鹿校舎が静岡県立静岡南部養護学校として独立
- 2008年（平成20年）4月1日 ‐ 校名を「静岡県立中央特別支援学校」に変更

## 著名な出身者
- 杉村英孝（ボッチャ選手・２０２０東京パラリンピック金メダリスト）